# Monika Zinnenberg
Monika Zinnenberg (* 20. März 1943 in Lahde, Petershagen als Monika Zickenberg) ist eine deutsche Schauspielerin und Regisseurin.

## Leben
Sie studierte Schauspiel an der Otto-Falckenberg-Schule in München und arbeitete dann zehn Jahre lang überwiegend als Schauspielerin vor allem in Fernsehserien. Anschließend wechselte sie ins Regiefach. 1990 produzierte sie ihren eigenen Kurzfilm Hilfe, der als Vorfilm von Der Feind in meinem Bett lief. Sie drehte besonders gerne mit Kindern und Tieren, in Serien wie Neues vom Süderhof, Hallo Robbie! oder Unser Charly.
Am 12. und 13. Januar 2023 war sie Ehrengast beim 32. Geburtstag des Filmclub 813 in Köln, um drei ihrer früheren Filme als Schauspielerin (Heißes Pflaster Köln; dem Kurzfilm Galaxis und 48 Stunden bis Acapulco) beizuwohnen.

## Filmografie (Auswahl)

### Als Schauspielerin
- 1964: Darf ich Sie eine Minute sprechen? (Fernsehkurzfilm) (als Monika Zickenberg)
- 1965: Der wahre Jakob (Fernsehfilm) (als Monika Zickenberg)
- 1965: Der Kardinal von Spanien  (Fernsehfilm) (als Monika Zickenberg)
- 1965: Yerma (Fernsehfilm) (als Monika Zickenberg)
- 1967: Mädchen, Mädchen
- 1967: Wilder Reiter GmbH
- 1967: Galaxis (Kurzfilm)
- 1967: Kommissar Brahm – Ein klarer Fall (Fernsehserie)
- 1967: Der sanfte Lauf
- 1967: Heißes Pflaster Köln
- 1967: Herrliche Zeiten im Spessart
- 1967: Der Diamantenprinz (Jack of Diamonds) (US/BRD-Kinofilm der in Deutschland nur im Fernsehen lief)
- 1967: 48 Stunden bis Acapulco
- 1967: Der Tod läuft hinterher (Fernsehmehrteiler)
- 1968: Polizeifunk ruft – Auf schiefer Bahn (Fernsehserie)
- 1968: 69 Liebesspiele/Engel der Sünde
- 1968: Süße Zeit mit Kalimagdora/Die süße Zeit (Sladky cas Kalimagdory)
- 1968: Sie schreiben mit – Dafür gibt's kein Rezept (Fernsehserie)
- 1968: Dem Täter auf der Spur – Schrott (Fernsehserie)
- 1968: Der Arzt von St. Pauli
- 1968: Funkstreife XY – ich pfeif’ auf mein Leben (Die Funkstreife Gottes)
- 1968: Ein anständiges Mädchen (Kurzfilm)
- 1969: April – April
- 1969: Der Kommissar – Geld von toten Kassierern (Fernsehserie)
- 1970: Mädchen mit Gewalt
- 1970: Gut gefragt ist halb gewonnen – Leinwandstars gegen Filmsterne (Fernsehshow)
- 1970: Atemlos vor Liebe
- 1970: Das Kriminalmuseum – Wer klingelt schon zur Fernsehzeit (Fernsehserie)
- 1973: Das Fernsehgericht tagt – Notzucht (Fernsehserie)
- 1997: Neues vom Süderhof (Fernsehserie) (spricht in Staffel 5 den Papagei James Bond)
- 2000: Monika Zinnenberg – Gewaltiges Mädchen (Dokumentarfilm)
- 2016: Das Mädchen Monika (Dokumentarkurzfilm)
- 2018: Der Busen der Nation (Dokumentarkurzfilm)

### Als Regieassistentin
- 1978: Onkel Bräsig (Fernsehserie)
- 1980: Luftwaffenhelfer (Fernsehfilm)

### Als Regisseurin
- 1987: Tom kriegt die Kurve nicht (Fernsehfilm)
- 1987–1992: Der Pickwick Club (Serie)
- 1989–1990: Geschichten hinterm Deich (Serie)
- 1990: Rente, aber sicher (Fernsehfilm)
- 1990: Ach so … – Technik für Kinder (Serie)
- 1990: Hilfe (Kurzfilm)
- 1991: Typen wie Du und ich (Fernsehfilm)
- 1991–1997: Neues vom Süderhof (Serie)
- 1992–1994: Spurlos (Serie)
- 1993–1994: Geheim – oder was?! (Serie)
- 1993–1994: Briefgeheimnis (Serie)
- 1994–1996: Nicht von schlechten Eltern (Serie)
- 1996: SK-Babies (Serie)
- 1998: Heimatgeschichten: Mach mal Pause (Serie)
- 1999–2004: Die Kinder vom Alstertal (Serie)
- 2000: Klinikum Berlin Mitte – Leben in Bereitschaft (Serie)
- 2000: Gewaltiges Mädchen (Dokumentarfilm)
- 2001–2012: Unser Charly (Serie)
- 2002–2008: Hallo Robbie! (Serie)